# Huize Endenburg

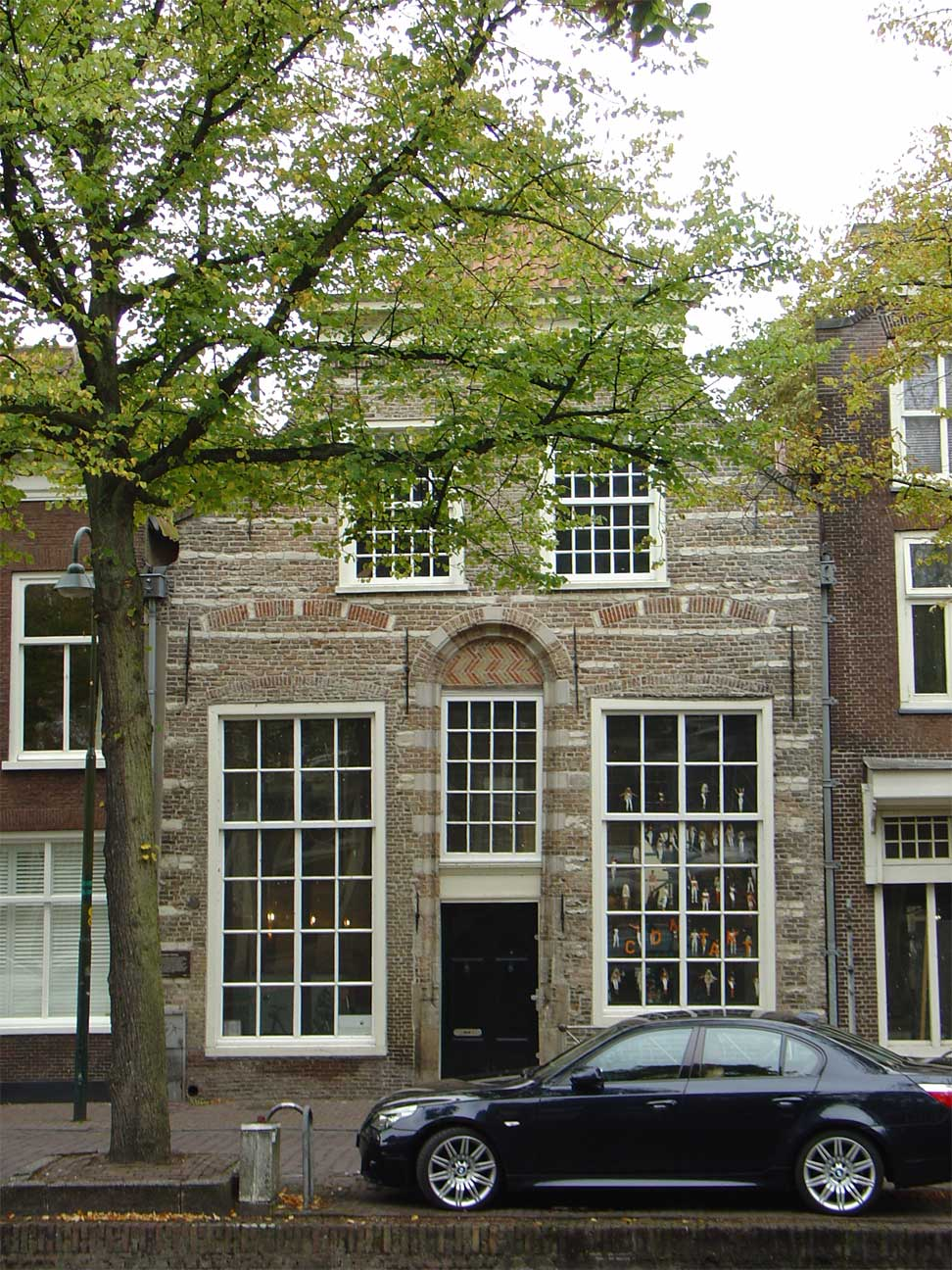
Huize Endenburg, een van de oudste huizen van Gouda, aan de Westhaven

Huize Endenburg is een van de oudere gebouwen van de Nederlandse stad Gouda.

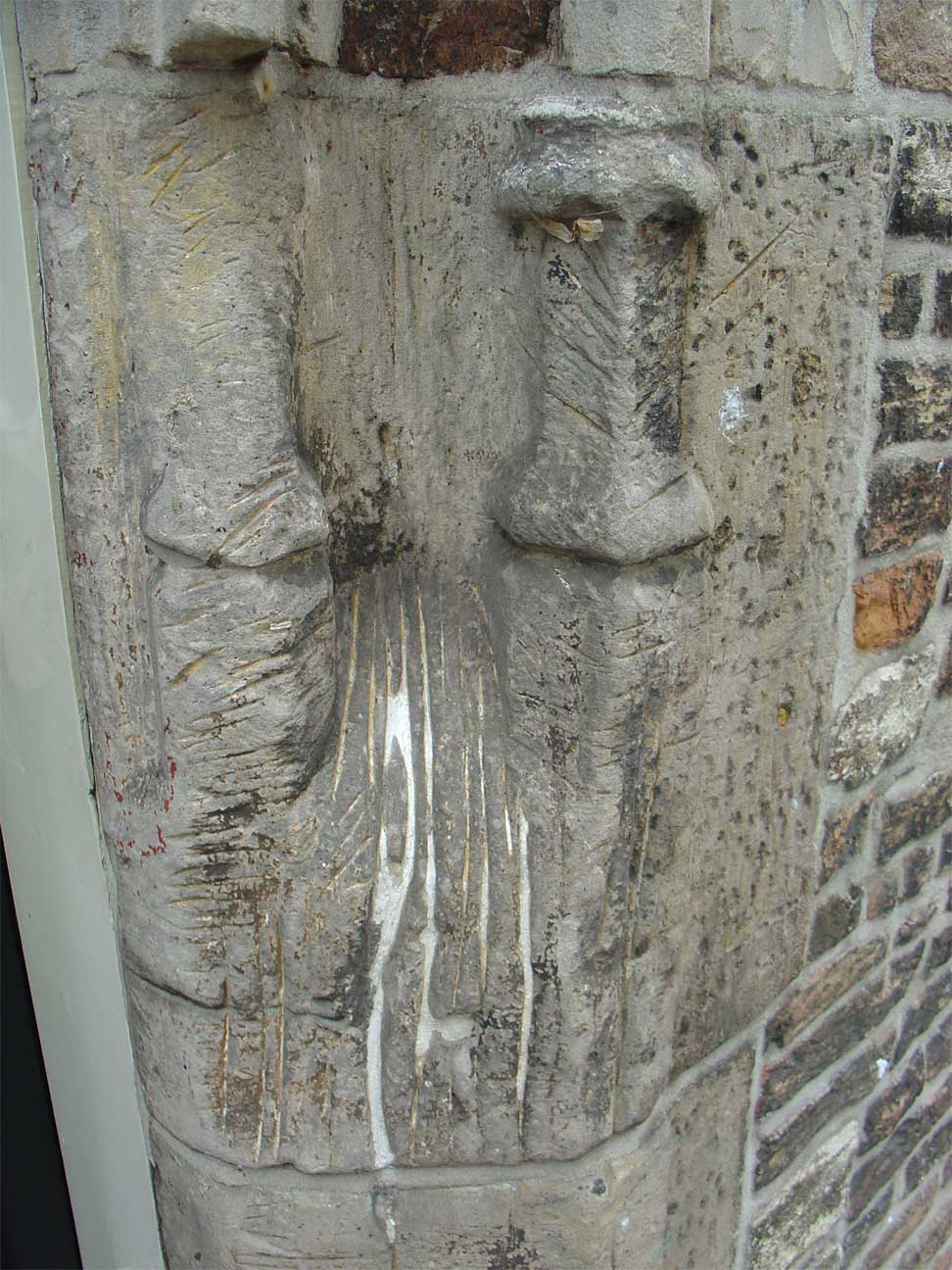
Deurstijl met slijpsporen van messen Huize Endenburg, Westhaven te Gouda

Het huis is gelegen aan de Westhaven 65 te Gouda. Het is in de loop der tijd meerdere malen verbouwd. De achterkamer heeft een door Anthony Hendriksz. in 1630 beschilderd plafond. Tijdens de restauratie van 1953/1954 kwam achter een pleisterlaag de laatgotische gevel, die dateert uit het begin van de 16e eeuw, tevoorschijn. Van 1585 tot 1990, toen de firma Endenburg het pand verliet, was er een zeil- en tuigmakersbedrijf gevestigd. Het bedrijf was strategisch gelegen nabij de plek waar vroeger de schepen vanaf de Hollandse IJssel Gouda binnenvoeren om via de Gouwe hun weg te vervolgen. Ook het scheepvaartverkeer in zuidelijke richting diende via de Haven Gouda weer te verlaten naar de IJssel. Ook na de aanleg van de Mallegatsluis moest het normale scheepvaartverkeer, zo had de stad Gouda bedongen, van de route door de binnenstad gebruik te maken. De Mallegatsluis was, na het beleg van Leiden, uitsluitend toegankelijk voor oorlogsschepen. En nadat deze vaarroute ook voor handelsschepen werd toegestaan, waren de schippers verplicht enkele dagen in Gouda te verblijven. Handel en bedrijvigheid, waaronder de zeilmakerij, profiteerden daarvan. Halverwege de 18e eeuw werd dit privilege, de zogenaamde waterrechten, opgeheven. De zeilmakerij en scheepsagentuur van de familie Endenburg bleef echter tot ver in de 20e eeuw op deze plek gevestigd. Sporen van hun werkzaamheden zijn te zien aan de natuurstenen deurstijlen (zie linkerafbeelding). Vele generaties zeilmakers slepen hier hun messen en priemen.